# Янувек (Пясечинський повіт)
Янувек (пол. Janówek) — село в Польщі, у гміні Тарчин Пясечинського повіту Мазовецького воєводства.
Населення — 425 осіб (2011).
У 1975-1998 роках село належало до Варшавського воєводства.

## Демографія
Демографічна структура станом на 31 березня 2011 року:
|          | Загалом | Допрацездатний вік | Працездатний вік | Постпрацездатний вік |
| -------- | ------- | ------------------ | ---------------- | -------------------- |
| Чоловіки | 193     | 46                 | 137              | 10                   |
| Жінки    | 232     | 55                 | 150              | 27                   |
| Разом    | 425     | 101                | 287              | 37                   |